# 伊鲁瓦斯海

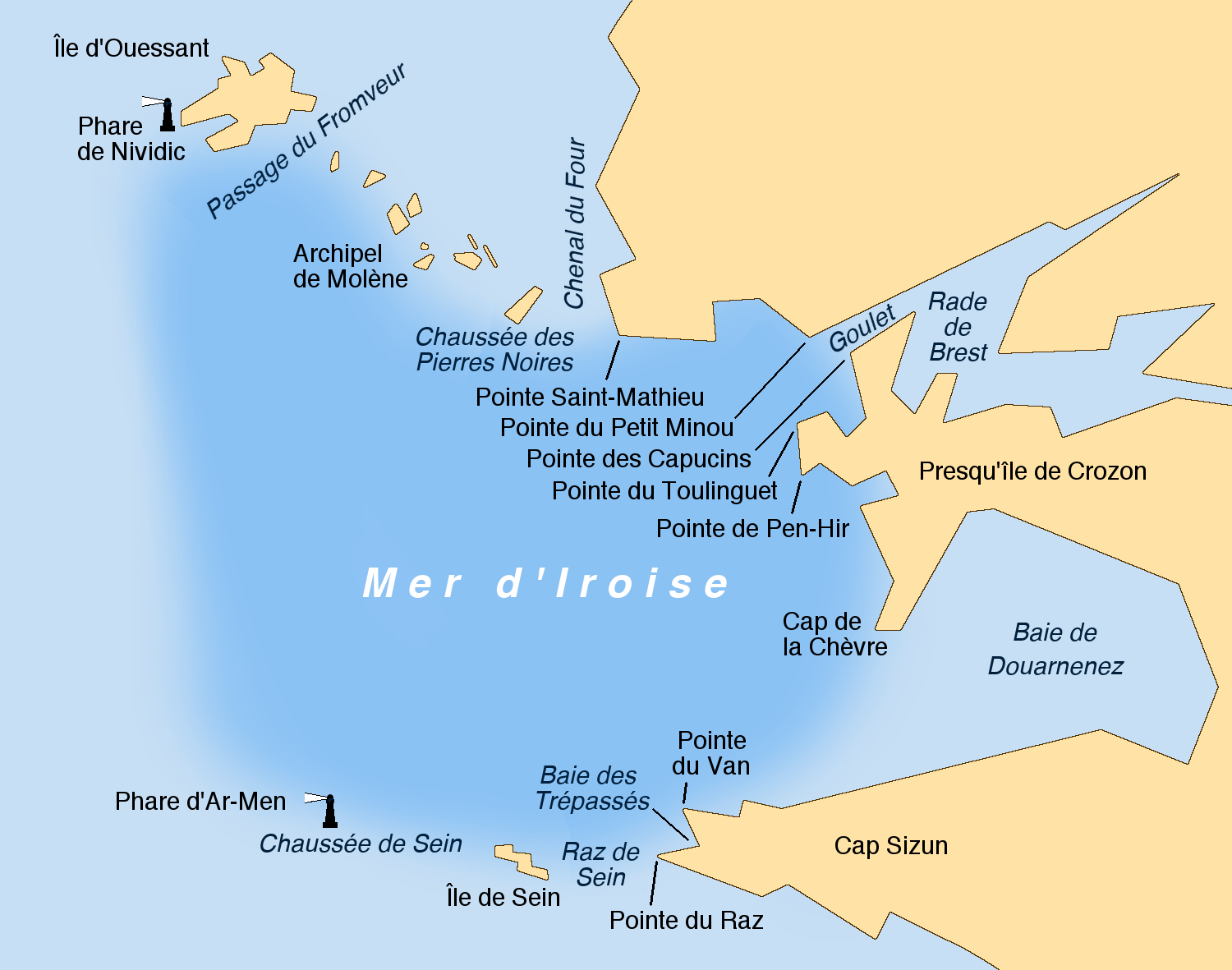
伊鲁瓦斯海地图

伊鲁瓦斯海（法語：mer d'Iroise，法語發音：[mɛʁ diʁwaz]，简称），又称伊鲁瓦斯湾，是法国布列塔尼大區菲尼斯泰尔省西部的一片陆缘海，是凱爾特海的一部分，后者是大西洋的一部分。伊鲁瓦斯北至韦桑岛、莫莱讷群岛和黑石礁，南临桑礁，西至韦桑岛到桑礁尽头的连线，东与布雷斯特湾（通过布雷斯特海峡）和杜瓦讷内湾相通。